# Warmann von Konstanz
Warmann von Konstanz, auch Warmann von Dillingen, (1026 erstmals erwähnt; † 10. April 1034) war von 1026 bis 1034 Bischof von Konstanz.

## Leben
Das Geburtsdatum Warmanns von Konstanz ist unbekannt. Auch seine familiäre Abstammung ist eher spekulativ. Vermutlich stammten er und sein Bruder und Amtsnachfolger Eberhard I. aus dem schwäbischen Adelsgeschlecht der Grafen von Dillingen und waren Söhne des Grafen Riwin I. von Dillingen und dessen Ehefrau Hildegard.
Hermann der Lahme, Mönch, Gelehrter und Chronist des Klosters Reichenau, erwähnt in seiner Weltchronik, dass Warmann vor seiner Bischofsweihe Mönch im Kloster Einsiedeln gewesen sei.
Im Jahre 1026 wird Warmann als Teilnehmer der Provinzialsynode, die Erzbischof Aribo von Mainz am Kloster Seligenstadt abhielt, erstmals als Bischof von Konstanz erwähnt. Der Domherr und Biograph Wolfhere von Hildesheim berichtet in seiner Vita Godehardi prior, dass Warmann in Seligenstadt geweiht wurde. Offenbar erhielt er die Bischofsweihe kurz vor Beginn der Synode.
Bischof Warmann verstarb am 10. April 1034 während einer Reise nach Rom.

## Wirken
Warmann von Konstanz nahm am 26. März 1027 an der Kaiserkrönung Konrads II. und dessen Ehefrau Gisela von Schwaben in Rom teil. Offensichtlich genoss er das Vertrauen des Kaisers, denn dieser betraute ihn nicht nur mit dem Kampf gegen seinen rebellischen Stiefsohn Herzog Ernst II., der aus Giselas zweiter Ehe mit Ernst I. hervorgegangen war, sondern auch mit der Vormundschaft über Herzog Hermann IV, dem noch minderjährigen Bruder und Amtsnachfolger von Ernst II., an dessen Stelle Bischof Warmann mehrere Jahre das Herzogtum Schwaben regierte.
Bischof Warmann vertrieb den Mönch und Einsiedler Ratpero, der sich auf der im Nibelgau gelegenen Insel Rötsee niedergelassen und dort eine Kapelle errichtet hatte, von seiner Einsiedelei. Sein Bruder und Amtsnachfolger Eberhard I. holte Ratpero jedoch nach Rötsee zurück und setzte ihn wieder in seine Rechte ein.
Im Jahre 1032 erhob Warmann bei Kaiser Konrad II. Klage gegen das bereits 998 von Papst Gregor V. verliehene und 1031 von Papst Johannes XIX. erneuerte und erweiterte Privileg der Reichenauer Äbte, die Benediktion unmittelbar vom Papst entgegenzunehmen und die Messe mit Dalmatica und Sandalen, also zwei Ornatsstücken, die eigentlich nur Bischöfen zustanden, zu feiern. Daraufhin befahl Konrad II. Bern von Reichenau, dem amtierenden Abt des Klosters Reichenau, die Aushändigung des Privilegs samt den Pontifikalien. Am darauffolgenden Gründonnerstag verbrannte Warmann beides auf der Diözesansynode zu Konstanz im Jahre 1033.